# 6.25 전쟁 전투 목록
6.25 전쟁 전투 목록은 6.25 전쟁 중 있었던 전투 목록이다. 시간 순으로 작성되어 있으며, 육/해/공 모든 전투를 망라하였다.
전쟁
단, 아래 목록은 국방부 군사편찬연구소의 목록을 기준으로 한 것이므로 중국, 북한과 이름이 다를 수 있으며, 미국을 비롯한 참전 16개국의 모든 전투 활동이 다 망라되지는 않은 상태이다(2006년 4월 3일 기준).

## 1950년
| 6월  | - 개성, 문산 전투 : 6월 25일 ~ 6월 26일 - 고랑포 전투 : 6월 25일 ~ 6월 26일 - 동두천 전투 : 6월 26일 - 포천 전투 : 6월 26일 - 춘천 및 홍천 전투 : 6월 25일 ~ 6월 30일 - 강릉 전투 : 6월 25일 ~ 6월 27일 - 주문진항 해전 : 7월 2일 - 옹진 반도 전투 : 6월 25일 ~ 6월 26일 - 김포 반도 전투 : 6월 25일 ~ 6월 28일 - 옥계 전투 : 6월 25일 - 대한해협 해전 : 6월 25일 ~ 6월 26일 - 의정부 전투 : 6월 25일 ~ 6월 26일 - 내촌-태릉 전투 : 6월 26일 ~ 6월 28일 - 봉일천 전투 : 6월 26일 ~ 6월 27일 - 창동 전투 : 6월 27일 ~ 6월 28일 - 미아리 전투 : 6월 27일 ~ 6월 28일 - 행주도하 작전 : 6월 27일 ~ 6월 28일 - 한강 전투 : 6월 28일 ~ 7월 3일 - 오류동 전투 : 6월 29일 ~ 7월 3일 - 신사동-과천 전투 : 6월 28일 ~ 7월 3일 - 울진-평해 전투 : 6월 29일 ~ 7월 1일 |
| 7월  | - 시흥-안양-수원 전투 : 7월 3일 ~ 7월 4일 - 오산 전투 : 7월 5일 - 평택 전투 : 7월 5일 ~ 7월 12일 - 무극리 전투 : 7월 4일 ~ 7월 10일 - 동락리 전투 : 7월 5일 ~ 7월 10일 - 진천 전투 : 7월 5일 ~ 7월 10일 - 충주-수안보 전투 : 7월 7일 ~ 7월 9일 - 천안 전투 : 7월 7일 ~ 7월 9일 - 단양 전투 : 7월 8일 ~ 7월 12일 - 전의-조치원 전투 : 7월 9일 ~ 7월 11일 - 구암산 전투 : 7월 10일 ~ 7월 15일 - 포항 상륙 작전 : 7월 10일 ~ 7월 19일 - 청주 전투 : 7월 14일 ~ 7월 16일 - 공주-대평리 전투 : 7월 13일 ~ 7월 16일 - 이화령-문경 전투 : 7월 13일 ~ 7월 17일 - 점촌 전투 : 7월 13일 ~ 7월 17일 - 장항-군산-이리 전투 : 7월 16일 ~ 7월 19일 - 대전 전투 : 7월 17일 ~ 7월 20일 - 화령장 전투 : 7월 17일 ~ 7월 25일 - 영강 전투 : 7월 17일 ~ 7월 30일 - 원산 정류소 폭격 작전 : 7월 18일 - 정읍-장성-광주 전투 : 7월 20일 ~ 7월 23일 - 전주-임실-남원 전투 : 7월 20일 ~ 7월 24일 - 영덕-포항 전투 : 7월 20일 ~ 7월 22일 - 영덕-강구 전투 : 7월 22일 ~ 8월 9일 - 상주 전투 : 7월 22일 ~ 7월 31일 - 거창 전투 : 7월 24일 ~ 7월 27일 - 하동 전투 : 7월 25일 ~ 7월 31일 - 진주 전투 : 7월 25일 ~ 7월 31일 - 함창 전투 : 7월 26일 ~ 7월 29일 - 함창-안의 전투 : 7월 26일 ~ 7월 28일 - 청송 전투 : 7월 28일 ~ 8월 5일 - 김천 전투 : 7월 29일 ~ 7월 31일 - 안동 전투 : 7월 30일 ~ 8월 1일 |
| 8월  | - 낙동강 방어선 전투 7월 말 - 합천-권빈리 전투 : 7월 31일 ~ 8월 3일 - 의성 전투 : 8월 1일 ~ 8월 13일 - 의성 용기동 전투 : 8월 1일 ~ 8월 13일 - 진동리 전투 : 8월 3일 ~ 8월 4일 - 낙정-해평 전투 : 8월 3일 ~ 8월 12일 - 다부동 전투 : 8월 3일 ~ 9월 22일 - 마산 정찰 전투 : 8월 3일 ~ 8월 13일 - 킨 특수임무부대 반격 작전 : 8월 6일 ~ 8월 12일 - 창녕-영산 전투 : 8월 6일 ~ 8월 18일 - 안강-기계 전투 : 8월 9일 ~ 8월 18일 - 장사동-독석동 철수 작전 : 8월 10일 ~ 8월 17일 - 포항지구 전투 : 8월 10일 ~ 8월 19일 - 포항여중 전투 : 8월 11일 - 보현산 전투 : 8월 13일 ~ 9월 4일 - 왜관 전면 융단폭격작전 : 8월 14일 ~ 8월 17일 - 군의-의흥 전투 : 8월 13일 ~ 8월 29일 - 수암산-유학산 전투 : 8월 13일 ~ 8월 30일 - 포남 328고지 전투 : 8월 14일 ~ 8월 30일 - 포항 탈환 전투 : 8월 15일 ~ 8월 30일 - 덕적도-영흥도 확보 작전 : 8월 15일 ~ 8월 24일 - 통영 전투 : 8월 17일 ~ 8월 19일 - 통영 원문고개 방어 전투 : 8월 19일 ~ 9월 11일 - 비학산 전투 : 8월 18일 ~ 8월 25일 - 천평 계곡 전투 : 8월 21일 - 경주 전투 : 8월 27일 ~ 9월 15일 - 신녕 전투 : 8월 30일 ~ 9월 15일 - 신녕 조림산 전투 : 8월 30일 ~ 9월 4일 - 가산 전투 : 8월 31일 ~ 9월 4일 - 창녕 전투 : 8월 31일 ~ 9월 9일 - 마산 서측방 전투 : 8월 31일 ~ 9월 6일 - 영산 전투 : 9월 1일 ~ 9월 6일 - 영천 전투 : 9월 2일 ~ 9월 12일 - 팔공산 전투 : 9월 5일 ~ 9월 15일 - 호명리 전투 : 9월 5일 ~ 9월 9일 - 형산강 방어 전투 : 9월 5일 ~ 9월 13일 - 곤제봉 전투 : 9월 6일 ~ 9월 13일 - 홍계동 전투 : 9월 6일 ~ 9월 13일 - 인천 상륙 작전 :9월 10일 ~ 9월20일 - 장사동 상륙 작전 : 9월 14일 - 포항 반격 전투 : 9월 14일 ~ 9월 22일 - 안강-기계 반격 전투 : 9월 13일 ~ 9월 |
| 9월  | - 신녕-조림산 반격 전투 : 9월 15일 ~ 9월 22일 - 가산, 팔공산-청주 진격 전투 : 9월 16일 ~ 10월 5일 - 경인가도 진격 전투 : 9월 16일 ~ 9월 17일 - 포항-흥해 전투 : 9월 17일 ~ 9월 22일 - 안강-38선 진격 전투 : 9월 16일 ~ 9월 30일 - 청송-논산 진격 전투 : 9월 16일 ~ 9월 29일 - 마산-군산 진격 전투 : 9월 16일 ~ 9월 30일 - 왜관 탈환 전투 : 9월 18일 ~ 9월 20일 - 왜관-대전 진격 전투 : 9월 18일 ~ 9월 28일 - 구산동-의성 진격 전투 : 9월 20일 ~ 9월 24일 - 경주-서울 진격 전투 : 9월 21일 ~ 10월 7일 - 울진-38선 진격 전투 : 9월 21일 ~ 9월 29일 - 서울 수복 전투 : 9월 18일 ~ 9월 28일 - 282고지 전투 - 신리-김포 전투 : 9월 18일 ~ 9월 21일 - 영등포 전투 : 9월 19일 ~ 9월 22일 - 행주 한강 도하 작전 : 9월 19일 ~ 9월 21일 - 연희고지 전투 : 9월 21일 ~ 9월 24일 - 104고지 전투 : 9월 21일 ~ 9월 22일 - 서빙고 도하 작전 : 9월 25일 ~ 9월 26일 - 서울 시가 전투 : 9월 25일 ~ 9월 28일 - 안동-영주-단양 진격 전투 : 9월 22일 ~ 9월 29일 - 청하-울진 진격 전투 : 9월 22일 ~ 9월 27일 - 다부동-개성 진격 전투 : 9월 23일 ~ 10월 17일 - 북한강 전투 : 9월 29일 ~ 10월 7일 - 의정부 탈환 전투 : 9월 29일 ~ 10월 3일 - 양평-연천 진격 전투 : 9월 30일 ~ 10월 10일 - 원주-횡성-춘천 진격 전투 : 9월 30일 ~ 10월 6일 |
| 10월 | - 38선 돌파 작전 : 10월 1일 ~ 10월 15일 - 양양-간성 진격 전투 : 10월 1일 ~ 10월 3일 - 양구-신고산-안변 진격 전투 : 10월 1일 ~ 10월 9일 - 고성-고저 진격 전투 : 10월 4일 ~ 10월 7일 - 원산 전투 : 10월 8일 ~ 10월 15일 - 금천-사리원-황주 진격 전투: 10월 9일 ~ 10월 17일 - 철원-곡산 진격 전투 : 10월 9일 ~ 10월 18일 - 영흥만 소해작전 : 10월 10일 ~ 10월 25일 - 원산 상륙 작전 : 10월 10일 ~ 10월 14일 - 구화-시변-율리 진격 전투 : 10월 11일 ~ 10월 17일 - 금천 전투 : 10월 12일 ~ 10월 14일 - 신고산-원산-양덕 진격 전투 : 10월 14일 ~ 10월 19일 - 영흥-함흥-성진 진격 전투 : 10월 16일 ~ 10월 30일 - 원산 평정 전투 : 10월 16일 ~ 10월 26일 - 원산-장진호 진격 전투 : 10월 16일 ~ 11월 30일 - 평양 전투 : 10월 18일 ~ 10월 20일 - 목포 전투 : 10월 19일 ~ 11월 26일 - 숙천 및 순천 공수작전 : 10월 20일 ~ 10월 22일 - 성천-개천-희천 진격 전투 : 10월 20일 ~ 10월 22일 - 평양-영변-운산 진격 전투 : 10월 22일 ~ 10월 25일 - 초산 전투 : 10월 23일 ~ 10월 26일 - 덕천-구장동 진격 전투 : 10월 24일 ~ 10월 25일 - 중공군 1차 대공세 : 10월 25일 - 온정리 전투 : 10월 25일 ~ 10월 28일 - 운산-영변 전투 : 10월 25일 ~ 11월 1일 - 함흥 전투 : 10월 27일 ~ 11월 5일 - 이원-혜산진 진격 전투 : 10월 27일 ~ 11월 22일 - 간성-고성 전투 : 10월 27일 ~ 11월 26일 - 태천-구성 진격 전투 : 10월 28일 ~ 11월 1일 - 곽산-정차동 진격 전투 : 10월 29일 ~ 11월 1일 |
| 11월 | - 길주-청진-부령 진격 전투 : 11월 1일 ~ 11월 30일 - 개천-비호산 전투 : 11월 2일 ~ 11월 4일 - 진남포항 소해 작전 : 11월 2일 ~ 11월 7일 - 제1차 청천강 전투 : 11월 3일 ~ 11월 5일 - 박천-태천-용산동 전투(en:Battle of Pakchon, zh:博川戰役) : 11월 4일 ~ 11월 6일 - 마전리-동양리 전투 : 11월 10일 ~ 12월 2일 - 합수 전투 : 11월 17일 ~ 11월 26일 - 제1차 덕천 전투 : 11월 22일 ~ 11월 26일 - 중공군 2차 대공세 : 11월 25일 - 영원 전투 : 11월 25일 ~ 11월 27일 - 제2차 덕천 전투 : 11월 25일 ~ 11월 27일 - 제2차 청천강 전투 : 11월 24일 ~ 11월 30일 - 와원 전투 : 11월 27일 ~ 11월 30일 - 무산-혜산진 전투 : 11월 27일 ~ 11월 30일 - 군우리 전투 : 11월 29일 ~ 12월 1일 - 장진호 전투 : 11월 27일 ~ 12월 11일 |
| 12월 | - UN군의 동해안 철수 작전 : 12월 초 - UN군의 서해안 철수 작전 : 12월 초 - 평양-38선 철수 작전 : 12월 1일 ~ 12월 4일 - 혜산진, 길주-흥남 철수 작전 : 12월 1일 ~ 12월 6일 - 원산-함흥 전투 : 12월 3일 ~ 12월 15일 - 합수, 청진-흥남 철수 작전 : 12월 7일 ~ 12월 16일 - 흥남 철수 작전 : 12월 14일 ~ 12월 24일 - 양양-서림 전투 : 12월 21일 ~ 12월 31일 - 홍천 전투 : 12월 21일 ~ 12월 31일 - 현리 전투 : 12월 24일 ~ 12월 31일 - 중공군 3차 대공세 : 12월 31일 - 제2차 동두천 전투 : 12월 11일 ~ 1951년 1월 3일 - 서울 철수 전투 : 12월 31일 ~ 1951년 1월 4일 |

## 1951년
| 1월  | - 고양 전투 : 1월 2일 ~ 1월 3일 - 황해도 피난민 구출 작전 : 1월 5일 ~ 1월 31일 - 원주 전투 : 1월 6일 ~ 1월 12일 - 적성리 전투 : 1월 12일 ~ 1월 15일 - 남대리 전투 : 1월 14일 ~ 1월 19일 - 영월 전투 : 1월 19일 ~ 1월 24일 - 중공군 4차 대공세 : 1월 25일 - 금량장 전투 (tr:Kumyangjang-ni Muharebesi) : 1월 25일 ~ 1월 27일 - 인천 기습 상륙 작전 : 1월 25일 ~ 1월 27일 - 이천 381고지 전투 : 1월 29일 ~ 1월 30일 - 모락산 전투 : 1월 30일 ~ 2월 4일 - 쌍터널 부근 전투 : 1월 31일 ~ 2월 2일 - 수리산 전투 : 1월 23일 ~ 1월 31일 |
| 2월  | - 제2차 인천 상륙 작전 : 2월 1일 ~ 2월 10일 - 횡성 전투 : 2월 5일 ~ 2월 13일 - 지평리 전투 : 2월 13일 ~ 2월 16일 - 해군의 옹진 전투 : 2월 20일 ~ 2월 22일 - 전략도서 확보 작전 : 2월 13일 ~ 1952년 2월 12일 - 원산항 봉쇄 작전 : 2월 14일 ~ 1953년 7월 27일 |
| 3월  | (없음) |
| 4월  | 중공군 1차 춘계공세 : 4월 22일 - 사창리 전투 : 4월 22일 ~ 4월 24일 - 장승천 전투 : 4월 22일 ~ 4월 23일 - 율동 전투 - 임진강 전투 : 4월 22일 ~ 4월 25일 - 금굴산 전투 : 4월 22일 ~ 4월 25일 - 글로스터 고지 전투 (235고지 전투) - 적성 전투 : 4월 22일 ~ 4월 25일 - 가평 전투 : 4월 23일 ~ 4월 25일 |
| 5월  | - 중공군 2차 춘계공세 : 1951년 5월 16일 - 현리 전투 : 5월 16일 ~ 5월 22일 - 벙커 고지 전투 : 5월 16일 ~ 5월 19일 - 용문산 전투 : 5월 18일 ~ 5월 21일 - 대관령 전투 : 5월 22일 ~ 5월 25일 - 인제 전투 : 5월 30일 ~ 5월 31일 - 자일리 전투 : 5월 30일 |
| 6월  | 도솔산 전투 : 6월 4일 ~ 6월 19일 |
| 7월  | 대우산 전투 : 7월 15일 ~ 7월 31일 |
| 8월  | - 향로봉 전투 : 8월 18일 ~ 8월 23일 - 피의 능선 전투 : 8월 18일 ~ 9월 7일 - 스트랭글 작전 : 8월 18일 ~ 1952년 5월 30일 - 펀치볼 전투 : 8월 31일 ~ 9월 20일 |
| 9월  | - 가칠봉 전투 : 9월 4일 ~ 10월 12일 - 단장의 능선 전투 : 9월 13일 ~ 10월 13일 - 적근산 삼현 전투 : 9월 21일 ~ 9월 22일 - 백석산 전투 : 9월 24일 ~ 10월 1일 |
| 10월 | - 마량산 전투 : 10월 3일 ~ 10월 8일 - 연천 313고지 전투 : 10월 3일 ~ 10월 5일 - 학당리 전투 : 10월 11일 ~ 10월 13일 - 월비산 전투 : 10월 12일 ~ 10월 15일 |
| 11월 | 949고지 전투 : 11월 17일 ~ 11월 18일 |
| 12월 | 크리스마스 고지 전투 : 12월 25일 ~ 1952년 2월 13일 |

## 1952년
| 1월  | (없음) |
| 2월  | 별고지 전투 : 2월 18일 |
| 3월  | 사튜레이트(차단) 작전 : 3월 3일 ~ 6월 30일 |
| 4월  | 사천강 전투 : 4월 1일 ~ 11월 1일 |
| 5월  | 이리고지 전투(en:Battle of Hill Eerie) : 5월 18일 ~ 6월 21일 |
| 6월  | - 김화 400고지 전투 : 6월 21일 - 수력발전소 폭격 작전 : 6월 23일 ~ 6월 27일 - 불모고지 전투 : 6월 26일 ~ 8월 1일 |
| 7월  | - 수도고지 전투 : 7월 7일 ~ 10월 14일 - 지형능선 전투 : 7월 7일 ~ 10월 14일 - 154고지 전투 : 7월 8일 ~ 7월 9일 - 351고지 전투 : 7월 10일 ~ 11월 10일 - 평양대공습 작전 : 7월 11일 ~ 8월 29일 |
| 8월  | (없음) |
| 9월  | - 고양대 전투 : 9월 6일 ~ 12월 13일 - 854, 812고지 전투 : 9월 21일 ~ 1953년 6월 17일 - 피의고지 및 독수리고지(748, 572고지) 전투 : 9월 28일 ~ 10월 2일 - 노리 고지 전투 : 9월 29일 ~ 9월 30일 |
| 10월 | - 백마고지 전투 : 10월 6일 ~ 10월 14일 - 화살머리고지 전투 : 10월 6일 ~ 10월 10일 - 크리스마스 고지 전투 : 10월 6일 ~ 10월 7일 - 1090고지 전투 : 10월 13일 ~ 10월 14일 - 체로키 스트라이크 작전 : 10월 9일 ~ 1953년 7월 27일 - 저격능선 전투 : 10월 14일 ~ 11월 24일 - 삼각고지 전투 : 10월 21일 ~ 10월 25일 - 고왕산 전투 : 10월 23일 |
| 11월 | (없음) |
| 12월 | (없음) |

## 1953년
| 1월 | (없음) |
| 2월 | 김화 잣골 전투 : 2월 26일 ~ 4월 21일 |
| 3월 | - 180고지 전투 : 3월 10일 - 폭찹힐 전투 : 3월 23일 ~ 7월 8일 - 네바다 전초 전투 : 3월 28일 ~ 3월 30일 |
| 4월 | (없음)1953.4.2. ~ 4. 12 [ 텍사스고지 (689고지)전투] 국군 제 3사단이 1953년 4월 2일부터 4월 12일까지 양구 북방 북한강 상류 만곡부 동안의 텍사스고지(6890고지 일대에서 중공군 제60군 에하 제180사단 및 제181사단과 실시한 고지쟁탈전이다.                  |
| 5월 | - 나부리 전투 : 5월 2일 - 제3차 후크고지 전투(en:Third Battle of the Hook, fr:Bataille pour le Crochet, tr:Vegas Çatışması) : 5월 2일 ~ 5월 28일 - 저수지 폭격 작전 : 5월 13일 ~ 5월 29일 - 요크/엉클 고지 전투 : 5월 19일 ~ 5월 20일                    |
| 6월 | - M-1고지 전투 : 6월 10일 ~ 6월 23일 - 화살머리고지 전투 : 6월 29일 ~ 7월 11일 |
| 7월 | - 중가산 전투 : 7월 8일 ~ 27일 - 중공군 7.13 대공세 : 7월 13일 ~ 7월 27일 - 베티고지 전투 : 7월 13일 ~ 7월 16일 - 금성 전투 : 7월 13일 ~ 7월 20일 - 김화 351고지 전투 : 7월 14일 ~ 27일 - 북정령 전투 : 7월 20일 ~ 26일 - 425고지 전투 : 7월 20일 ~ 22일 |

## 후방 전투
- 지리산 공비 토벌전 (백야전사령부)
- 거제도포로수용소 폭동사건
- 빨치산 또는 공비
- 남부군
- 반공유격대
- 전투경찰대 (한국 전쟁) : 공비토벌 목적으로 조직된 경찰 산하 준군사조직.
- 청년방위대
- 국민방위군
- 에버레디 계획

## 재정리
아래 자료는 국방부군사편찬연구소의 6·25전쟁사(1-11권, # 보관됨 2020-06-27 - 웨이백 머신) 및 6·25전쟁 주요 전투(1편 보관됨 2020-06-15 - 웨이백 머신, 2편 보관됨 2020-06-29 - 웨이백 머신) 저서를 기반으로 쓴 것이다. 미군이나 다른 군사사를 기준으로는 이와 전투가 다를 수 있다.
1기 - 38도선 초기 전투(6월 25-28일)
- 옹진반도 전투 (6월 25일-26일)
- 개성-문산-봉일천 전투 (개성·문산 전투, 6월 25일-28일)
  - 38도전 경계진지 전투; 청단-개성-고랑포 전투
    - 청단-연백 전투 (6월 25일)
    - 개성 전투 (6월 25일)
    - 고랑포 전투 (6월 25일)

  - 임진강 방어선 전투 (6월 25-26일)
  - 봉일천 전투 (6월 26-27일)
  - 한강 이남 철수 (6월 28-29일)
- 강화-김포 전투 (김포반도 전투, 6월 26-28일)
  - 김포 도하 저지작전 (6월 26-27일)
  - 장림-운유산-김포 전투 (6월 26-27일)
  - 김포 부근 전투 (오류동 전투, 6월 28일)
- 동두천·포천-의정부 전투 (6월 25-28일)
  - 연천-동두천-의정부 전투 (축선)
    - 양원리-초성리 전투 (6월 25일)
    - 동막동-동두천 전투 (6월 25일)
    - 동두천 역습 (6월 26일)

  - 운천-포천-의정부 전투 (축선)
    - 추동리-양문리 전투 (6월 25일)
    - 만세교-포천 전투 (6월 25-26일)

  - 송우리-축석령-금오리 전투
    - 송우리 전투 (6월 25-26일)
    - 축석령-금오리 전투 (6월 26-27일)

  - 의정부 함락 (6월 26일)
  - 백석천-내촌 전투
    - 내촌 전투 (6월 25-26일)
    - 백석천 전투 (6월 26-27일)
- 춘천-가평 전투 (춘천 전투, 6월 25-28일)
  - 옥산포 전투 (6월 25일)
  - 춘천 공방전 (6월 27-28일)
  - 가평 전투 (6월 25-27일)
- 인제-홍천 전투 (6월 25-30일)
  - 음양리－막장골 전투 (6월 25일)
  - 어론리 전투 (6월 25-26일)
  - 소양교 전투 (6월 26일)
  - 말고개 전투 (6월 27-29일)
  - 홍천 전투(6월 29-30일)
- 현리 521고지 전투 (6월 25-26일)
- 동해안 작전 (6월 25-28일)
  - 양양-강릉 전투 (6월 25-27일)
    - 잔교리-정족산 전투 (6월 25일)
    - 연곡천 전투 (6월 25-26일)
    - 광원리 전투 (6월 25-26일)

  - 정동진-임원진 전투 (6월 25-27일)
    - 안목-옥계 전투 (6월 25일)
    - 군선강 전투 (6월 25-27일)
- 서울 시가지 전투 (6월 28일)

## 기타
- 낙동강 방어선
- 캔자스-와이오밍 선
- 한국 전쟁의 항공전
- 고지 전투
- 거창 사건
- 노근리 양민학살사건
- 보도연맹 사건